# Cher's Golden Greats
Chér's Golden Greats je první kompilační album zpěvačky a herečky Cher, vydané roku 1968 u Liberty Records a Imperial Records.

## O Albu
V roce 1968 Cher ukončila kontrakt se společností Imperial Records. Součástí smlouvy bylo i závěrečné album největších hitů. Pro společnost vydala v letech 1965 až 1968 pět studiových nahrávek, ze kterých se vybraly singlové nahrávky, ale i nesinglové písně pro kompilační album Chér's Golden Greats.
Deska nesklidila úspěch. V Americe se umístila pouze na 195. místě a prodejnost zde činí 147 tisíc. Nikde jinde se deska neumístila, v Anglii se prodalo pouze 11 tisíc kopií. Celosvětová prodejnost je 300 tisíc kusů.

## Seznam skladeb
| Pořadí | Název                            | Autor                     | Délka |
| ------ | -------------------------------- | ------------------------- | ----- |
| 1.     | You Better Sit Down Kids         | Sonny Bono                | 3:42  |
| 2.     | Sunny                            | Bobby Hebb                | 3:06  |
| 3.     | Come And Stay With Me            | Jackie De Shannon         | 2:45  |
| 4.     | Alfie                            | Hal David, Burt Bacharach | 2:48  |
| 5.     | Take Me For A Little While       | Trade Martin              | 2:40  |
| 6.     | All I Really Want To Do          | Bob Dylan                 | 2:56  |
| 7.     | Bang Bang (My Baby Shot Me Down) | Sonny Bono                | 2:40  |
| 8.     | Needles And Pins                 | Sonny Bono, Jack Nitzsche | 2:26  |
| 9.     | Dream Baby                       | Sonny Bono                | 2:58  |
| 10.    | Elusive Butterfly                | Bob Lind                  | 2:26  |
| 11.    | Where Do You Go                  | Sonny Bono                | 3:12  |
| 12.    | Hey Joe                          | William M. Roberts        | 3:26  |

## Umístění
| Umístění (1968) | Pozice |
| --------------- | ------ |
| USA             | 195    |